# Liga de la Costa del Pacífico 1953-54
La Temporada 1953-54 de la Liga de la Costa del Pacífico fue la 9.ª edición y comenzó el 2 de octubre de 1953.
La temporada comenzó con las series: Hermosillo en Mazatlán, Navojoa en Culiacán y Guadalajara en Obregón. En esta temporada se comenzó a utilizar luces artificiales para iluminar los estadios para juegos de la Liga de la Costa del Pacífico.
El calendario de esta campaña se amplió de 60 a 80 juegos, se programaron 20 series de 4 juegos, el tercer día de cada serie habría doble juego (matutino y vespertino).
El equipo Medias Azules de Guadalajara cambio de nombre a Charros de Jalisco.
La temporada finalizó el 14 de febrero de 1954, los Venados de Mazatlán se coronaron campeones al terminar en la primera posición del standing. 

## Sistema de competencia
Se estableció el sistema de competencia de "todos contra todos", se programó un calendario corrido sin vueltas, jugando 20 series de 4 juegos, el tercer día de cada serie habría doble juego (matutino y vespertino), resultando campeón el equipo con mayor porcentaje de ganados y perdidos (primera posición).

### Calendario
- Número de Juegos: 20 series x 4 juegos = 80 juegos

## Equipos participantes
| Liga de la Costa del Pacífico 1953-54 |           |                    |                        |                       |           |
| Equipo                                | Fundación | Mánager            | Ciudad                 | Estadio               | Capacidad |
| Charros de Jalisco                    | 1952      | José Luis Gómez    | Guadalajara, Jalisco   | Tecnológico de la UDG | 4,000     |
| Mayos de Navojoa                      | 1950      | Baldomero Almada   | Navojoa, Sonora        | Revolución            | ***       |
| Naranjeros de Hermosillo              | 1944      | Tomás Arroyo       | Hermosillo, Sonora     | Fernando M. Ortiz     | 5,000     |
| Tacuarineros de Culiacán              | 1945      | Luis Montes de Oca | Culiacán, Sinaloa      | General Ángel Flores  | 4,000     |
| Venados de Mazatlán                   | 1945      | Guillermo Garibay  | Mazatlán, Sinaloa      | Mazatlán              | ***       |
| Yaquis de Ciudad Obregón              | 1947      | Hubbard Kittle     | Ciudad Obregón, Sonora | Álvaro Obregón        | ***       |

## Juego de Estrellas
La 9.ª edición del juego de estrellas de la Liga de la Costa del Pacífico, fue celebrado el 13 de enero de 1954, en el estadio Mazatlán, en la ciudad de Mazatlán, y se llevó a cabo entre la selección Norte y Sur.
La selección del Norte se anotó la victoria 12-9 contra la del Sur. La selección Norte estuvo integrada por jugadores de Hermosillo, Navojoa y Ciudad Obregón y la del sur por los de Mazatlán, Culiacán y Guadalajara. 

## Standing
| Equipos                  | JJ | JG | JP | JE | PCT  | JV   |
| ------------------------ | -- | -- | -- | -- | ---- | ---- |
| Venados de Mazatlán      | 80 | 48 | 32 | -  | .600 | -    |
| Mayos de Navojoa         | 80 | 47 | 33 | -  | .588 | 1.0  |
| Naranjeros de Hermosillo | 81 | 39 | 41 | 1  | .488 | 9.0  |
| Yaquis de Ciudad Obregón | 81 | 37 | 43 | 1  | .463 | 11.0 |
| Charros de Jalisco       | 81 | 35 | 44 | 2  | .443 | 12.0 |
| Tacuarineros de Culiacán | 83 | 33 | 46 | 4  | .418 | 14.5 |

| Campeón |

Nota: El equipo campeón se definió por la primera posición en el standing.

## Cuadro de honor
| Equipos                  | Posición   |
| ------------------------ | ---------- |
| Venados de Mazatlán      | Campeón    |
| Mayos de Navojoa         | Subcampeón |
| Naranjeros de Hermosillo | 3° Lugar   |
| Yaquis de Ciudad Obregón | 4° Lugar   |
| Charros de Jalisco       | 5° Lugar   |
| Tacuarineros de Culiacán | 6° Lugar   |

## Designaciones
A continuación se muestran a los jugadores más valiosos de la temporada.
| Designación         | Ganador        | Equipo                   |
| ------------------- | -------------- | ------------------------ |
| Jugador Más Valioso | Claudio Solano | Naranjeros de Hermosillo |